# Mohammad Chatami
Mohammad Chatami (pers. ‏سید محمد خاتمی‎ IPA: [moɦæˈmːæd xɔːtæˈmiː]; ur. 29 września 1943 w Ardakanie) – teolog szyicki, filozof i polityk irański, prezydent Iranu (1997–2005).

## Życiorys
Był synem ajatollaha Ruhollaha Chatamiego. Odebrał wykształcenie religijne w seminarium w Ghom pod kierunkiem Mortezy Motahhariego i Hosejna Alego Montazeriego, równocześnie uczęszczając na uniwersyteckie kursy filozofii zachodnioeuropejskiej. Był przyjacielem syna Ruhollaha Chomejniego Ahmada, w latach 70. związał się z szyicką opozycją względem rządów szacha Mohammada Rezy Pahlawiego. W latach 70., do rewolucji, służył w meczecie imama Alego w Hamburgu i kierował działającym przy nim Centrum Islamskim.

### Działalność po rewolucji islamskiej
Zaliczał się do lewego skrzydła nowej porewolucyjnej irańskiej elity. W 1982 został ministrem kultury i przewodnictwa islamskiego w rządzie Mir Hosejna Musawiego, a gdy urząd premiera Iranu został zlikwidowany - utrzymał stanowisko z woli prezydenta Alego Akbara Haszemiego Rafsandżaniego. Do 1992 był ministrem kultury i przewodnictwa islamskiego, zrezygnował ze stanowiska, gdy wzrosła w siłę frakcja konserwatywna. Został wówczas dyrektorem irańskiej Biblioteki Narodowej. Jako minister kultury Iranu opowiadał się za poszerzaniem zakresu wolności intelektualnej w Republice Islamskiej.

### Prezydent Iranu
Pod koniec stycznia 1997 ogłosił zamiar kandydowania na prezydenta Iranu, z poparciem lewicującego, reformistycznego Stowarzyszenia Wojujących Duchownych. W kampanii wyborczej głosił potrzebę budowy w Iranie społeczeństwa obywatelskiego, w tym poszanowania praw człowieka, praw mniejszości, praw kobiet, rządów prawa i respektowania konstytucji, większego nacisku na sprawiedliwość społeczną i autentyczną demokrację. Nawiązywał m.in. do programu irańskiej rewolucji konstytucyjnej. Odbył liczne podróże po kraju, spotykając się z przedstawicielami grup ignorowanych przez ówczesny rząd: kobietami, studentami, przedstawicielami mniejszości arabskiej i kurdyjskiej. Dzięki sposobowi prowadzenia kampanii wyborczej uzyskał w jej trakcie znaczną przewagę nad konserwatywnym kontrkandydatem Alim Akbarem Nateghiem Nurim, chociaż był on faworyzowany przez Najwyższego Przywódcę Alego Chameneiego i w konsekwencji przez rządowe środki masowego przekazu.  Biura kampanii Chatamiego i jego spotkania z wyborcami były atakowane przez członków konserwatywnych organizacji społecznych i paramilitarnych. Spekulowano, że wybory mogą zostać sfałszowane lub że Korpus Strażników Rewolucji Islamskiej i związany z nich Związek Mobilizacji Uciemiężonych uniemożliwią zwycięstwo Chatamiego. Ostatecznie jednak wybory zostały przeprowadzone uczciwie, a Chatami przy wysokiej, 80-procentowej frekwencji, uzyskał 70% poparcia. Nategh Nuri zwyciężył jedynie w prowincjach Lorestan i Mazandaran. Reformatorski ruch Chatamiego zyskał poparcie mniejszości etnicznych.
Ruch reformatorski, na czele którego stał Chatami, przyjął nazwę Ruchu 2 Chordada od dnia, w którym według irańskiego kalendarza odbywały się wybory prezydenckie. Chatami, który sam był głęboko oddany ideom reformy i przebudowy irańskiego życia politycznego, dopuścił do swojego otoczenia wielu aktywnych od lat, kojarzonych ze status quo polityków. Byli wśród nich dawni skrajni radykałowie, tacy jak Masume Ebtekar, Sadegh Chalchali i Mohammad Musawi Chejniha. Niektórzy z nich przeszli autentyczną przemianę ideową. Część reformistów jednak podejrzewano o nieszczerość i oportunizm. 

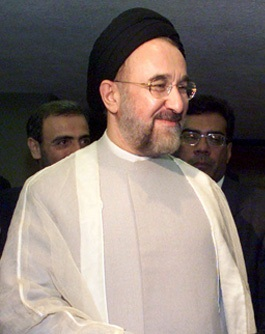
W 2000

Jako szef rządu Chatami pozostawił na stanowiskach niektórych konserwatywnych ministrów, usunął jednak z rządu ministra spraw zagranicznych Alego Akbara Welajatiego i ministra wywiadu Alego Fallahijana, ministrem spraw wewnętrznych mianował reformistę Abdollaha Nuriego, zaś ministrem islamskiego przewodnictwa - Ata’ollaha Mohadżeraniego. Jako prezydent zezwolił na szerszy niż dotąd zakres wolności słowa, przyczyniając się tym samym do szybkiego rozwoju mediów i sztuki. W polityce zagranicznej Chatami dążył do poprawy stosunków Iranu z krajami Bliskiego Wschodu oraz z państwami Zachodu. W wywiadzie udzielonym CNN sugerował, że nawet stosunki amerykańsko-irańskie mogłyby być o wiele lepsze.
Działania Chatamiego budziły opór konserwatywnych deputowanych do Madżlesu (mieli większość w kadencji przypadającej na lata 1996-2000), Alego Chameneiego i jego doradców, jak również dowództwa Korpusu Strażników Rewolucji Islamskiej. Dążąc do zahamowania inicjowanych przez niego reform, nie atakowali oni samego prezydenta, lecz wybranych polityków z jego obozu. Ich działania doprowadziły do usunięcia z polityki sprzyjającego Chatamiemu mera Teheranu Gholamhosejna Karbascziego oraz ministra spraw wewnętrznych Abdollaha Nuriego, zaś jego następca Abdolwahed Musawi Lari nigdy nie zdołał faktycznie objąć kontroli nad resortem. W szczególności policja ignorowała jego polecenia, zachowując zamiast tego lojalność wobec Alego Chameneiego i jego otoczenia, który, udając początkowo neutralność wobec działań prezydenta, z czasem jawnie opowiedział się przeciwko jego programowi. W ramach zastraszania reformatorów utworzona przez służby specjalne bojówka zamordowała kilkoro intelektualistów. Chatami stracił znaczną część poparcia, gdy okazało się, że nie jest w stanie bronić swoich bliskich współpracowników.
W 1999 w Teheranie doszło do protestów studenckich, których uczestnicy zostali brutalnie zaatakowani przez członków szyickich bojówek i policję. Chatami nie poparł studentów, stwierdził, że do aktów przemocy doszło wskutek działań bliżej nieokreślonych "podżegaczy", wzywał do rozwiązywania konfliktów na drodze dialogu. Takie postępowanie rozczarowało wielu jego zwolenników, zwłaszcza wśród młodzieży, chociaż reformiści i tak nie mieli szans na realną zmianę panującego w Iranie systemu politycznego.
Walka polityczna między reformistami i konserwatystami zaostrzyła się jeszcze po wyborach do Madżlesu w 2000, które zakończyły się zdecydowanym zwycięstwem ruchu 2 chordada. W 2001 Chatami pewnie uzyskał reelekcję, wygrywając wybory prezydenckie z jeszcze większą przewagą niż za pierwszym razem - uzyskał blisko 80% głosów. W tym samym roku, gdy prezydent Stanów Zjednoczonych George W. Bush zaliczył Iran do "osi zła", konserwatyści jeszcze bardziej zdecydowanie zaatakowali politykę zagraniczną prezydenta, przekonując, że wzywał on do dialogu z państwami wrogimi Iranowi i niegodnymi zaufania. We wrześniu 2002 Chatami bez powodzenia starał się o przegłosowanie dwóch ustaw modyfikujących ustrój Iranu: pierwszej, ograniczającej prerogatywy Rady Strażników Konstytucji i drugiej, wzmacniającej pozycję prezydenta. Kontrolując sądownictwo i policję, konserwatyści byli w stanie doprowadzić do fali aresztowań sprzyjających Chatamiemu intelektualistów i dziennikarzy oraz do zamknięcia szeregu reformatorskich pism. W końcu drugiej kadencji prezydenckiej Chatamiego Irańczycy byli rozczarowani zarówno osiągnięciami rządzącej elity, która nie zrealizowała wielu punktów swojego programu, jak i postawą konserwatystów, którzy uniemożliwiali te działania. Wśród głosujących na Chatamiego powszechne było przekonanie, że postępował on w sposób zbyt zachowawczy, chociaż miał społeczny mandat na przeprowadzanie radykalnych zmian. Efektem była niska frekwencja w wyborach lokalnych w 2005, która z kolei przełożyła się na sukces konserwatystów.

### Dalsza działalność
Po wyborach prezydenckich w 2009, podczas których prawdopodobnie doszło do fałszerstwa na korzyść Mahmuda Ahmadineżada, Chatami wystąpił z krytyką postępowania rządu i Najwyższego Przywódcy.
W 2015 media irańskie otrzymały zakaz wspominania Chatamiego w publikowanych materiałach.